# 김상민 (댄스스포츠 선수)
김상민은 대한민국의 댄스스포츠 선수다. 광주광역시 댄스스포츠경기연맹 소속이다.

## 방송
- 댄싱 위드 더 스타 2 (2012) - 9위
- 댄싱 위드 더 스타 3 (2013) - 10위

## 수상
- 제92회 전국체육대회 댄스스포츠 일반부 스탠다드 3종목 은메달 (2013)
- 제2회 KDAC회장컵 프로 아마 전국 댄스스포츠경기대회 1위 (2010)